# Super League 2014-2015
La Super League 2014-2015 è stata la 118ª edizione della massima divisione del campionato svizzero di calcio, nonché 12ª edizione della Super League. È iniziata il 19 luglio 2014 ed è terminata il 30 maggio 2015.
La squadra vincitrice del titolo è il Basilea, che ha raggiunto quota 18 campionati vinti, di cui sei consecutivi e otto negli ultimi nove anni.
Sono 7 i cantoni rappresentati in questo torneo. I cantoni maggiormente rappresentati sono i cantoni Berna e Zurigo (2 squadre). I cantoni Argovia, Basilea Città, Lucerna, San Gallo e Vallese sono rappresentati da una sola squadra ciascuno.
A qualificarsi per la UEFA Champions League saranno le prime due squadre, entrambi al terzo turno di qualificazione. La qualificazione alla UEFA Europa League sarà invece appannaggio della terza e della quarta classificata, rispettivamente al terzo e al secondo turno di qualificazione, unitamente alla vincitrice della Coppa Svizzera, al turno di play-off. Qualora quest'ultima fosse già qualificata alla Champions League subentrerebbe la finalista perdente, ma se invece la vincitrice di coppa si qualificasse per l'Europa League tramite piazzamento in campionato oppure entrambe le finaliste si qualificassero per la Champions League, allora accederebbe la quinta classificata del campionato.

## Stagione

### Novità
Il Vaduz, vincitore della Challenge League 2013-2014, torna nella massima serie prendendo il posto del Losanna, retrocesso in Challenge League nella stagione precedente.

## Squadre partecipanti
| Club         | Stagione | Città     | Stadio              | Stagione precedente            |
| ------------ | -------- | --------- | ------------------- | ------------------------------ |
| Aarau        | dettagli | Aarau     | Stadion Brügglifeld | 9º posto in Super League       |
| Basilea      | dettagli | Basilea   | St. Jakob-Park      | Campione di Svizzera in carica |
| Grasshoppers | dettagli | Zurigo    | Stadio Letzigrund   | 2º posto in Super League       |
| Lucerna      | dettagli | Lucerna   | swissporarena       | 4º posto in Super League       |
| San Gallo    | dettagli | San Gallo | AFG Arena           | 7º posto in Super League       |
| Sion         | dettagli | Sion      | Stade Tourbillon    | 8º posto in Super League       |
| Thun         | dettagli | Thun      | Stockhorn Arena     | 6º posto in Super League       |
| Vaduz        | dettagli | Vaduz     | Rheinpark           | 1º posto in Challenge League   |
| Young Boys   | dettagli | Berna     | Stade de Suisse     | 3º posto in Super League       |
| Zurigo       | dettagli | Zurigo    | Stadio Letzigrund   | 5º posto in Super League       |

## Allenatori e primatisti
| Squadra      | Allenatore                                                               | Giocatore più presente (tra parentesi il numero delle presenze) | Capocannoniere (tra parentesi il numero dei gol segnati) |
| ------------ | ------------------------------------------------------------------------ | --------------------------------------------------------------- | -------------------------------------------------------- |
| Aarau        | Sven Christ (1ª-25ª) Raimondo Ponte (26ª-36ª)                            | Kim Jaggy (35)                                                  | Luca Radice (5) Dante Senger (5)                         |
| Basilea      | Paulo Sousa                                                              | Tomáš Vaclík (32)                                               | Shkëlzen Gashi (22)                                      |
| Grasshoppers | Michael Skibbe (1ª-18ª) Pierluigi Tami (19ª-36ª)                         | Michael Lang (35) Yoric Ravet (35)                              | Moanes Dabour (13)                                       |
| Lucerna      | Carlos Bernegger (1ª-11ª) Markus Babbel (12ª-36ª)                        | Marco Schneuwly (36)                                            | Marco Schneuwly (17)                                     |
| San Gallo    | Jeff Saibene                                                             | Džengis Čavušević (36)                                          | Goran Karanović (9)                                      |
| Sion         | Frédéric Chassot (1ª-10ª) Jochen Dries (11ª-18ª) Didier Tholot (19ª-36ª) | Carlitos (32) Xavier Kouassi (32)                               | Moussa Konaté (16)                                       |
| Thun         | Urs Fischer                                                              | Berat Sadik (35)                                                | Berat Sadik (12)                                         |
| Vaduz        | Giorgio Contini                                                          | Pascal Schürpf (34)                                             | Pascal Schürpf (7)                                       |
| Young Boys   | Ulrich Forte                                                             | Raphaël Nuzzolo (35) Yvon Mvogo (35)                            | Guillaume Hoarau (17)                                    |
| Zurigo       | Urs Meier                                                                | Berat Djimsiti (33)                                             | Franck Etoundi (9)                                       |

## Classifica finale
|  | Pos. | Squadra      | Pt | G  | V  | N  | P  | GF | GS | DR  |
|  | ---- | ------------ | -- | -- | -- | -- | -- | -- | -- | --- |
|  | 1.   | Basilea      | 78 | 36 | 24 | 6  | 6  | 84 | 41 | +43 |
|  | 2.   | Young Boys   | 66 | 36 | 19 | 9  | 8  | 64 | 45 | +19 |
|  | 3.   | Zurigo       | 53 | 36 | 15 | 8  | 13 | 55 | 48 | +7  |
|  | 4.   | Thun         | 52 | 36 | 13 | 13 | 10 | 47 | 45 | +2  |
|  | 5.   | Lucerna      | 47 | 36 | 12 | 11 | 13 | 54 | 46 | +8  |
|  | 6.   | San Gallo    | 47 | 36 | 13 | 8  | 15 | 57 | 65 | -8  |
|  | 7.   | Sion         | 45 | 36 | 12 | 9  | 15 | 47 | 48 | -1  |
|  | 8.   | Grasshoppers | 43 | 36 | 11 | 10 | 15 | 50 | 56 | -6  |
|  | 9.   | Vaduz        | 31 | 36 | 7  | 10 | 19 | 28 | 59 | -31 |
|  | 10.  | Aarau        | 30 | 36 | 6  | 12 | 18 | 31 | 64 | -33 |

Legenda:
      Campione di Svizzera e ammessa alla UEFA Champions League 2015-2016
      Ammessa alla UEFA Champions League 2015-2016
      Ammesse alla UEFA Europa League 2015-2016
      Retrocessa in Challenge League 2015-2016
Regolamento:
Tre punti a vittoria, uno a pareggio, zero a sconfitta.
In caso di arrivo di due o più squadre a pari punti, la graduatoria finale verrà stilata secondo la classifica avulsa tra le squadre interessate che prevede, in ordine, i seguenti criteri:
- Punti negli scontri diretti
- Differenza reti negli scontri diretti
- Differenza reti generale
- Reti realizzate in generale
- Sorteggio

## Risultati

### Prima fase
|              | AAR  | BAS  | GRA  | LUC  | SAN  | SIO  | THU  | VAD  | YOU  | ZUR  |
| ------------ | ---- | ---- | ---- | ---- | ---- | ---- | ---- | ---- | ---- | ---- |
| Aarau        | –––– | 1-2  | 1-2  | 0-3  | 0-3  | 1-0  | 2-1  | 1-1  | 3-2  | 0-1  |
| Basilea      | 3-0  | –––– | 2-0  | 3-0  | 0-2  | 1-1  | 1-1  | 3-1  | 3-1  | 4-1  |
| Grasshoppers | 2-1  | 3-1  | –––– | 3-2  | 3-0  | 0-0  | 2-3  | 0-1  | 0-1  | 1-3  |
| Lucerna      | 1-1  | 0-3  | 1-1  | –––– | 1-2  | 1-1  | 0-0  | 0-0  | 1-2  | 1-1  |
| San Gallo    | 2-2  | 2-1  | 3-0  | 2-1  | –––– | 2-0  | 1-0  | 3-3  | 2-2  | 0-2  |
| Sion         | 2-2  | 2-3  | 3-3  | 3-1  | 1-0  | –––– | 0-0  | 1-0  | 0-1  | 1-3  |
| Thun         | 0-0  | 2-3  | 3-2  | 3-2  | 3-1  | 2-1  | –––– | 1-0  | 0-1  | 2-1  |
| Vaduz        | 1-0  | 0-4  | 1-1  | 1-1  | 2-2  | 1-0  | 0-1  | –––– | 0-2  | 1-4  |
| Young Boys   | 1-1  | 0-1  | 4-0  | 3-2  | 4-2  | 2-1  | 1-1  | 0-1  | –––– | 2-1  |
| Zurigo       | 0-0  | 1-2  | 1-0  | 2-3  | 1-1  | 4-1  | 2-1  | 3-0  | 2-1  | –––– |

### Seconda fase
|              | AAR  | BAS  | GRA  | LUC  | SAN  | SIO  | THU  | VAD  | YOU  | ZUR  |
| ------------ | ---- | ---- | ---- | ---- | ---- | ---- | ---- | ---- | ---- | ---- |
| Aarau        | –––– | 2-1  | 0-1  | 2-6  | 0-2  | 0-1  | 3-2  | 0-1  | 1-1  | 0-0  |
| Basilea      | 6-0  | –––– | 2-1  | 1-2  | 4-3  | 1-1  | 3-0  | 1-0  | 0-0  | 5-1  |
| Grasshoppers | 3-1  | 2-4  | –––– | 1-0  | 2-0  | 0-0  | 0-0  | 1-1  | 2-2  | 0-2  |
| Lucerna      | 4-0  | 1-4  | 2-0  | –––– | 6-2  | 3-0  | 0-0  | 2-0  | 1-1  | 0-1  |
| San Gallo    | 5-1  | 2-2  | 1-1  | 0-0  | –––– | 0-1  | 2-1  | 1-2  | 3-1  | 1-4  |
| Sion         | 1-0  | 0-1  | 0-5  | 2-2  | 3-0  | –––– | 3-0  | 4-0  | 6-2  | 1-2  |
| Thun         | 1-1  | 2-2  | 2-2  | 1-0  | 4-1  | 2-1  | –––– | 4-0  | 0-0  | 2-2  |
| Vaduz        | 0-2  | 1-3  | 0-1  | 0-2  | 3-1  | 0-2  | 1-1  | –––– | 0-1  | 2-2  |
| Young Boys   | 2-2  | 4-2  | 4-2  | 0-1  | 3-1  | 3-2  | 4-0  | 2-1  | –––– | 3-0  |
| Zurigo       | 0-0  | 1-2  | 4-3  | 0-1  | 1-2  | 0-1  | 0-1  | 2-2  | 0-1  | –––– |

## Statistiche

### Dream Team 2014
Di seguito il Dream Team dell'anno 2014, come di consueto il SFL Award Night avviene nei primi mesi invernali per l'anno solare precedente.
| Formazione tipo                                                                     | Giocatori (Squadre)                     |
| ----------------------------------------------------------------------------------- | --------------------------------------- |
| Vaclik Lang Schär Suchy T. Xhaka Schönbächler Chikhaoui Frei Steffen Gashi Streller | Tomáš Vaclík (Basilea)                  |
| Vaclik Lang Schär Suchy T. Xhaka Schönbächler Chikhaoui Frei Steffen Gashi Streller | Michael Lang (Grasshoppers)             |
| Vaclik Lang Schär Suchy T. Xhaka Schönbächler Chikhaoui Frei Steffen Gashi Streller | Fabian Schär (Basilea)                  |
| Vaclik Lang Schär Suchy T. Xhaka Schönbächler Chikhaoui Frei Steffen Gashi Streller | Marek Suchý (Basilea)                   |
| Vaclik Lang Schär Suchy T. Xhaka Schönbächler Chikhaoui Frei Steffen Gashi Streller | Taulant Xhaka (Basilea)                 |
| Vaclik Lang Schär Suchy T. Xhaka Schönbächler Chikhaoui Frei Steffen Gashi Streller | Marco Schönbächler (Zurigo)             |
| Vaclik Lang Schär Suchy T. Xhaka Schönbächler Chikhaoui Frei Steffen Gashi Streller | Yassine Chikhaoui (Zurigo)              |
| Vaclik Lang Schär Suchy T. Xhaka Schönbächler Chikhaoui Frei Steffen Gashi Streller | Fabian Frei (Basilea)                   |
| Vaclik Lang Schär Suchy T. Xhaka Schönbächler Chikhaoui Frei Steffen Gashi Streller | Renato Steffen (Thun e Young Boys)      |
| Vaclik Lang Schär Suchy T. Xhaka Schönbächler Chikhaoui Frei Steffen Gashi Streller | Shkëlzen Gashi (Grasshoppers e Basilea) |
| Vaclik Lang Schär Suchy T. Xhaka Schönbächler Chikhaoui Frei Steffen Gashi Streller | Marco Streller (Basilea)                |

- Miglior giocatore: Shkëlzen Gashi (Grasshoppers e Basilea)
- Miglior giovane: Breel-Donald Embolo (Basilea)
- Miglior allenatore: Urs Fischer (Thun)

### Squadre

#### Capoliste solitarie
|    | —— | —— | ——      | —— | ——      | ——      | ——     | ——      | ——      | ——     | ——     | ——     | ——      | ——      | ——      | ——      | ——      | ——      | ——      | ——      | ——      | ——      | ——      | ——      | ——      | ——      | ——      | ——      | ——      | ——      | ——      | ——      | ——      | ——      | ——      | —— |  |
|    |    |    | Basilea |    | Basilea | Basilea | Zurigo | Basilea | Basilea | Zurigo | Zurigo | Zurigo | Basilea | Basilea | Basilea | Basilea | Basilea | Basilea | Basilea | Basilea | Basilea | Basilea | Basilea | Basilea | Basilea | Basilea | Basilea | Basilea | Basilea | Basilea | Basilea | Basilea | Basilea | Basilea | Basilea |    |  |
|    |    |    |         |    |         |         |        |         |         |        |        |        |         |         |         |         |         |         |         |         |         |         |         |         |         |         |         |         |         |         |         |         |         |         |         |    |  |
|    |    |    |         |    |         |         |        |         |         |        |        |        |         |         |         |         |         |         |         |         |         |         |         |         |         |         |         |         |         |         |         |         |         |         |         |    |  |
| 1ª | 2ª | 3ª | 4ª      | 5ª | 6ª      | 7ª      | 8ª     | 9ª      | 10ª     | 11ª    | 12ª    | 13ª    | 14ª     | 15ª     | 16ª     | 17ª     | 18ª     | 19ª     | 20ª     | 21ª     | 22ª     | 23ª     | 24ª     | 25ª     | 26ª     | 27ª     | 28ª     | 29ª     | 30ª     | 31ª     | 32ª     | 33ª     | 34ª     | 35ª     | 36ª     |    |  |

#### Classifica in divenire
|              | 1ª | 2ª | 3ª | 4ª | 5ª | 6ª | 7ª | 8ª | 9ª | 10ª | 11ª | 12ª | 13ª | 14ª | 15ª | 16ª | 17ª | 18ª | 19ª | 20ª | 21ª | 22ª | 23ª | 24ª | 25ª | 26ª | 27ª | 28ª | 29ª | 30ª | 31ª | 32ª | 33ª | 34ª | 35ª | 36ª |
| ------------ | -- | -- | -- | -- | -- | -- | -- | -- | -- | --- | --- | --- | --- | --- | --- | --- | --- | --- | --- | --- | --- | --- | --- | --- | --- | --- | --- | --- | --- | --- | --- | --- | --- | --- | --- | --- |
| Young Boys   | 1  | 2  | 2  | 3  | 6  | 9  | 9  | 12 | 15 | 18  | 18  | 18  | 21  | 21  | 24  | 27  | 30  | 33  | 34  | 37  | 40  | 41  | 44  | 45  | 48  | 51  | 51  | 54  | 55  | 56  | 59  | 62  | 63  | 63  | 63  | 66  |
| Aarau        | 0  | 1  | 2  | 3  | 6  | 6  | 7  | 10 | 11 | 11  | 14  | 14  | 15  | 16  | 16  | 16  | 16  | 16  | 17  | 17  | 17  | 18  | 18  | 19  | 19  | 19  | 19  | 22  | 23  | 24  | 24  | 24  | 24  | 27  | 27  | 30  |
| Basilea      | 3  | 6  | 9  | 12 | 12 | 15 | 18 | 18 | 21 | 22  | 22  | 25  | 26  | 29  | 32  | 35  | 38  | 41  | 44  | 45  | 45  | 48  | 51  | 52  | 55  | 58  | 61  | 64  | 64  | 67  | 70  | 73  | 74  | 74  | 75  | 78  |
| Lucerna      | 1  | 1  | 1  | 2  | 3  | 4  | 5  | 5  | 5  | 5   | 5   | 6   | 6   | 9   | 10  | 10  | 13  | 13  | 14  | 15  | 18  | 19  | 19  | 22  | 22  | 25  | 25  | 28  | 31  | 34  | 37  | 38  | 41  | 44  | 44  | 47  |
| Sion         | 1  | 4  | 5  | 8  | 8  | 8  | 8  | 8  | 8  | 8   | 11  | 12  | 13  | 14  | 14  | 14  | 15  | 15  | 18  | 19  | 22  | 23  | 23  | 26  | 29  | 29  | 32  | 32  | 32  | 32  | 35  | 38  | 41  | 42  | 45  | 45  |
| San Gallo    | 1  | 1  | 4  | 5  | 8  | 8  | 8  | 9  | 12 | 15  | 18  | 21  | 22  | 25  | 25  | 26  | 26  | 29  | 29  | 30  | 30  | 31  | 34  | 35  | 35  | 35  | 38  | 41  | 41  | 41  | 41  | 41  | 41  | 44  | 47  | 47  |
| Thun         | 3  | 6  | 6  | 7  | 7  | 10 | 13 | 13 | 16 | 17  | 20  | 21  | 22  | 22  | 23  | 23  | 26  | 29  | 30  | 33  | 34  | 35  | 35  | 36  | 36  | 39  | 42  | 42  | 45  | 46  | 49  | 50  | 51  | 51  | 52  | 52  |
| Vaduz        | 0  | 0  | 1  | 1  | 2  | 2  | 5  | 6  | 6  | 9   | 9   | 10  | 11  | 14  | 14  | 15  | 15  | 18  | 18  | 21  | 22  | 22  | 23  | 23  | 26  | 26  | 27  | 27  | 30  | 30  | 30  | 30  | 30  | 31  | 31  | 31  |
| Zurigo       | 3  | 6  | 9  | 9  | 12 | 13 | 16 | 19 | 20 | 20  | 23  | 26  | 27  | 27  | 30  | 33  | 33  | 33  | 36  | 36  | 39  | 40  | 41  | 41  | 41  | 41  | 41  | 41  | 42  | 45  | 45  | 45  | 46  | 47  | 50  | 53  |
| Grasshoppers | 0  | 0  | 1  | 2  | 2  | 5  | 5  | 8  | 8  | 11  | 11  | 11  | 12  | 12  | 15  | 18  | 19  | 19  | 19  | 19  | 19  | 20  | 23  | 24  | 27  | 30  | 31  | 31  | 32  | 33  | 33  | 36  | 39  | 40  | 43  | 43  |

#### Classifiche di rendimento

##### Rendimento andata-ritorno
| Andata       | Andata | Ritorno      | Ritorno |
|              |        |              |         |
| Basilea      | 41     | Basilea      | 37      |
| Zurigo       | 33     | Lucerna      | 34      |
| Young Boys   | 33     | Young Boys   | 33      |
| San Gallo    | 29     | Sion         | 30      |
| Thun         | 29     | Grasshoppers | 24      |
| Grasshoppers | 19     | Thun         | 23      |
| Vaduz        | 18     | Zurigo       | 20      |
| Aarau        | 16     | San Gallo    | 18      |
| Sion         | 15     | Aarau        | 14      |
| Lucerna      | 13     | Vaduz        | 13      |

##### Rendimento casa-trasferta
| Casa         | Casa | Trasferta    | Trasferta |
|              |      |              |           |
| Basilea      | 40   | Basilea      | 38        |
| Young Boys   | 39   | Zurigo       | 31        |
| Thun         | 36   | Young Boys   | 27        |
| San Gallo    | 30   | Lucerna      | 24        |
| Sion         | 28   | Grasshoppers | 17        |
| Grasshoppers | 26   | Sion         | 17        |
| Lucerna      | 23   | Vaduz        | 17        |
| Zurigo       | 22   | San Gallo    | 17        |
| Aarau        | 18   | Thun         | 16        |
| Vaduz        | 14   | Aarau        | 12        |

#### Primati stagionali
Squadre
- Maggior numero di vittorie: Basilea (24)
- Maggior numero di pareggi: Thun (13)
- Maggior numero di sconfitte: Vaduz (19)
- Minor numero di vittorie: Aarau (6)
- Minor numero di pareggi: Basilea (6)
- Minor numero di sconfitte: Basilea (6)
- Miglior attacco: Basilea (84 gol fatti)
- Peggior attacco: Vaduz (28 gol fatti)
- Miglior difesa: Basilea (41 gol subiti)
- Peggior difesa: San Gallo (65 gol subiti)
- Miglior differenza reti: Basilea (+43)
- Peggior differenza reti: Aarau (-33)
- Miglior serie positiva: Young Boys (12, 15ª-26ª)
- Peggior serie negativa: Sion (6, 5ª-10ª)
- Maggior numero di vittorie consecutive: Basilea (6, 14ª-19ª)

Partite
- Più gol (8):

Aarau-Lucerna 2-6, 3 maggio 2015
Sion-Young Boys 6-2, 25 maggio 2015
Lucerna-San Gallo 6-2, 30 aprile 2015
- Maggior scarto di gol (6): Basilea-Aarau 6-0
- Maggior numero di reti in una giornata: 25 gol nella 36ª giornata
- Minor numero di reti in una giornata: 7 gol nella 22ª giornata
- Maggior numero di espulsioni in una giornata: 3 in 20ª giornata, 10ª giornata

### Individuali

#### Classifica marcatori
| Gol | Rigori |  | Giocatore         | Squadra      |
| --- | ------ |  | ----------------- | ------------ |
| 22  | 1      |  | Shkëlzen Gashi    | Basilea      |
| 17  | 5      |  | Guillaume Hoarau  | Young Boys   |
| 17  | 0      |  | Marco Schneuwly   | Lucerna      |
| 16  | 0      |  | Moussa Konaté     | Sion         |
| 13  | 0      |  | Moanes Dabour     | Grasshoppers |
| 12  | 0      |  | Darío Lezcano     | Lucerna      |
| 12  | 4      |  | Berat Sadik       | Thun         |
| 12  | 0      |  | Marco Streller    | Basilea      |
| 11  | 1      |  | Caio              | Grasshoppers |
| 10  | 0      |  | Breel Embolo      | Basilea      |
| 9   | 0      |  | Franck Etoundi    | Zurigo       |
| 9   | 0      |  | Goran Karanović   | San Gallo    |
| 9   | 0      |  | Renato Steffen    | Young Boys   |
| 8   | 0      |  | Džengis Čavušević | San Gallo    |
| 8   | 2      |  | Amine Chermiti    | Zurigo       |
| 8   | 3      |  | Yassine Chikhaoui | Zurigo       |
| 8   | 2      |  | Matías Delgado    | Basilea      |
| 8   | 0      |  | Yoric Ravet       | Grasshoppers |
| 8   | 2      |  | Yannis Tafer      | San Gallo    |

#### Media spettatori
| Club         | Pos. | Media  | Totale  | Abbonamenti |
| ------------ | ---- | ------ | ------- | ----------- |
| Basilea      | 1    | 28 878 | 519 797 |             |
| Young Boys   | 2    | 16 931 | 304 765 |             |
| San Gallo    | 3    | 13 334 | 240 010 |             |
| Lucerna      | 4    | 10 923 | 196 620 |             |
| Zurigo       | 5    | 9 389  | 168 998 |             |
| Sion         | 6    | 7 978  | 143 600 |             |
| Thun         | 7    | 6 324  | 113 835 |             |
| Grasshoppers | 8    | 6 173  | 111 116 |             |
| Aarau        | 9    | 4 585  | 82 538  |             |
| Vaduz        | 10   | 4 152  | 74 742  |             |

#### Arbitri
- Sascha Amhof (20)
- Alain Bieri (20)
- Stephan Klossner (19)
- Nikolaj Hänni (18)
- Stéphan Studer (18)
- Fedayi San (17)
- Pascal Erlachner (16)
- Adrien Jaccottet (16)
- Sandro Schärer (13)
- Sébastien Pache (12)

- Lukas Fähndrich (2)
- Luca Gut (2)
- Nicolas Jancevski (2)
- Oliver Drachta (1)
- Rene Eisner (1)
- Markus Hameter (1)
- Urs Schnyder (1)
- Robert Schörgenhofer (1)